# كركدناوية
الكركدناوية (الاسم العلمي:Rhinocerotini) هي قبيلة من الحيوانات الثديية تتبع أسرة الكركدناوات من فصيلة الكركدنيات.

## التصنيف
- قبيلة الكركدناوية
  - تحت قبيلة الكركدنينية
    - دون قبيلة الكركدنيتية
      - جنس الكركدن